# Резолюция Совета Безопасности ООН 1034
Резолюция Совета Безопасности Организации Объединённых Наций 1034 (код — S/RES/1034), принятая 21 декабря 1995 года, сославшись на предыдущие резолюции, включая резолюцию 1019 (1995), Совет обсудил нарушения международного гуманитарного права в бывшей Югославии, в частности в Боснии и Герцеговине.
Совет Безопасности осудил невыполнение силами боснийских сербов положений Резолюции 1019. Генеральный секретарь ООН сообщил о нарушениях прав человека в Сребренице, Жепе, Баня-Луке и Сански-Мосте и обнаружил свидетельства казней, изнасилований, массовых изгнаний, произвольных задержаний, принудительного труда и исчезновений. Совет указал, что лица, которым Международный уголовный трибунал по бывшей Югославии (МТБЮ), учрежденный резолюцией 827 (1993), не смогут участвовать в выборах в Боснии и Герцеговине.
Все нарушения международного гуманитарного права были решительно осуждены, особенно те, которые были совершены боснийскими сербами, поскольку имеются доказательства того, что большое количество мужчин из Сребреницы было казнено ими. Совет потребовал, чтобы международные организации, такие как Международный комитет Красного Креста, имели доступ к заключенным, беженцам и перемещенным лицам. Нарушения гуманитарного права и прав человека в Сребренице, Жепе, Баня-Луке и Сански-Мосте с июля по октябрь 1995 года будут полностью расследованы соответствующими учреждениями ООН и другими организациями.
Было отмечено, что МТБЮ вынес обвинительные заключения против лидеров боснийских сербов Радована Караджича и Ратко Младича за преступления, совершенные против боснийских мусульман. От боснийской сербской стороны потребовали, чтобы она предоставила немедленный и неограниченный доступ в регион для проведения расследования. Все стороны, особенно боснийские сербы, должны были сохранять доказательства, не уничтожая и не пряча их, и было выдвинуто требование закрыть все центры содержания под стражей.
Совет Безопасности также осудил широкомасштабное мародерство и уничтожение имущества хорватскими силами вокруг Мрконич-Града и Шипово, потребовав прекратить их и привлечь к ответственности тех, кто совершил эти нарушения. Он также потребовал от всех сторон воздержаться от установки мин, особенно в районах, которые находятся под их контролем, и создать условия для репатриации беженцев.